# 可愛いくて凄い女
『可愛いくて凄い女』（かわいくてすごいおんな）は、1966年公開の日本映画。主演：緑魔子、監督：小西通雄。東映東京撮影所製作、東映配給。白黒映画。

## 概要
緑魔子主演による「おんな番外地シリーズ」第三弾。第一作で禁男の獄舎における同性愛を、第二作で転落の青春を描き、好評を博したため製作された第三弾。
前二作は緑魔子の役名も職業も同じで話も繋がっていたが、本作では緑の役名も変わり、職業は美容師見習いからスリに変更された。キャストやスタッフに共通する部分が多いためシリーズに含まれているものと見られるが、前二作との共通点はほぼない。緑が黄金の指にものを言わせてデラックス・マンションに住み、ドライに人生をエンジョイするという女性を主人公にした犯罪映画では先駆的な内容。

## キャスト
- 池辺千枝子：緑魔子
- 飯島ゆき：浦辺粂子
- 堀江さと子：園佳也子
- 黒木：天知茂
- 野坂：今井健二
- 榊吾郎：大村文武
- 榊美和子：城野ゆき
- 宇野リエ子：国景子
- 山崎：大坂志郎
- 岸本：山本緑

## スタッフ
- 監督：小西通雄
- 脚本：舟橋和郎・池田雄一
- 企画：園田実彦・吉田達
- 撮影：小沢義一
- 音楽：八木正生
- 美術：森幹男
- 編集：祖田富美夫
- 録音：広上益弘
- スチル：田中真紀夫
- 照明：元持秀雄

## 同時上映
『日本侠客伝 雷門の決斗』
- 主演：高倉健 / 脚本：笠原和夫・野上竜雄 / 監督：マキノ雅弘
- 「日本侠客伝シリーズ」第5弾。